# Kindly Bent To Free Us
Kindly Bent To Free Us – trzeci album studyjny amerykańskiego zespołu muzycznego Cynic. Wydawnictwo ukazało się 14 lutego 2014 roku nakładem wytwórni muzycznej Season of Mist. Nagrania zostały zarejestrowane w Perfect Sound Studios pomiędzy grudniem 2012, a majem 2013 roku. Miksowanie odbyło się w Spring Street Sound. Natomiast mastering został zrealizowany w Maor Appelbaum Mastering.

## Lista utworów
Opracowano na podstawie materiału źródłowego.
| Nr | Tytuł utworu               | Autorzy                   | Długość |
| -- | -------------------------- | ------------------------- | ------- |
| 1. | „True Hallucination Speak” | Masvidal, Reinert, Malone | 06:03   |
| 2. | „The Lion's Roar”          | Masvidal, Reinert, Malone | 04:35   |
| 3. | „Kindly Bent to Free Us”   | Masvidal, Reinert, Malone | 06:27   |
| 4. | „Infinite Shapes”          | Masvidal, Reinert, Malone | 04:57   |
| 5. | „Moon Heart Sun Head”      | Masvidal, Reinert, Malone | 05:21   |
| 6. | „Gitanjali”                | Masvidal, Reinert, Malone | 03:58   |
| 7. | „Holy Fallout”             | Masvidal, Reinert, Malone | 06:35   |
| 8. | „Endlessly Bountiful”      | Masvidal, Reinert, Malone | 03:56   |
|    |                            |                           | 41:52   |

## Twórcy
Opracowano na podstawie materiału źródłowego.
| - Sean Reinert – perkusja, instrumenty perkusyjne - Paul Masvidal – wokal prowadzący, gitara elektryczna, instrumenty klawiszowe - Sean Malone – gitara basowa, chapman stick - Jason Donaghy – inżynieria dźwięku |  | - R. Walt Vincent – miksowanie - Maor Appelbaum – mastering - Robert Venosa – okładka - Travis Smith – oprawa graficzna |